# Gaoussou Fofana
Gaoussou Fofana, mais conhecido por Fofana (14 de Abril de 1984) é um futebolista costa-marfinense que pertence à Associação Académica de Coimbra, da primeira liga (bwinLiga) portuguesa, actuando preferencialmente a médio ofensivo.
Na época 2008/2009 foi emprestado ao Clube Desportivo Santa Clara, que disputa a Liga Vitalis e prolongado na época seguinte.